# Ле-Віллаж-Вовеан
Ле-Віллаж-Вовеан (фр. Les Villages Vovéens) — муніципалітет у Франції, у регіоні Центр — Долина Луари, департамент Ер і Луар. Ле-Віллаж-Вовеан утворено 1 січня 2016 року шляхом злиття муніципалітетів Монтенвіль, Рувре-Сен-Флорантен, Вільнев-Сен-Нікола i Вов. Адміністративним центром муніципалітету є Вов. Населення — 3938 осіб (01.01.2021).